# Shōta Matsuda
Shōta Matsuda (松田 翔太?, Matsuda Shōta; Suginami, 10 settembre 1985) è un attore giapponese.

## Biografia
Tutta la sua famiglia è nel mondo del cinema, difatti è figlio dell'attore Yūsaku Matsuda (morto quando aveva appena 4 anni) e fratello minore di Ryūhei Matsuda, anche lui attore famoso conosciuto soprattutto per i film di Nagisa Ōshima. La madre Miyuki era di origine coreana e anche la zia materna lavora nello spettacolo; ha inoltre una sorella più giovane ed una sorellastra da un matrimonio precedente del padre.
A 17 anni s'è trasferito per due anni a Londra dove ha studiato arte; parla fluentemente l'inglese. A scuola era membro della squadra di calcio e, nel corso d'un suo viaggio d'istruzione in Europa durante l'infanzia, è stato membro per un certo periodo della squadra Juniores della Sampdoria, allora in serie A.
Ha interpretato ruoli di primo piano nelle opere audiovisive Liar Game e Meitantei no okite. Inoltre, è stato uno dei co-protagonisti nelle serie Hana Yori Dango e Hana Yori Dango Returns assieme a Jun Matsumoto, Mao Inoue e Shun Oguri.

## Filmografia

### Cinema
- Yoki na gyangu ga chikyu o mawasu, regia di Tetsu Maeda (2006)
- Nagai sanpo, regia di Eiji Okuda (2006)
- Waruboro, regia di Yasushi Sumida (2007)
- Hana yori dango: Fainaru, regia di Yasuharu Ishii (2008)
- Ikigami, regia di Tomoyuki Takimoto (2008)
- Kenta to Jun to Kayo-chan no kuni, regia di Omori Tatsushi (2009)
- Liar Game - The Final Stage (Raiā Gēmu: Za Fainaru Sutēji), regia di Hiroaki Matsuyama (2010)
- Sumagurâ Omae no mirai wo hakobe, regia di Katsuhito Ishii (2011)
- Hâdo romanchikkâ, regia di Su-yeon Gu (2011)
- Afuro Tanaka, regia di Daigo Matsui (2012)
- Liar Game: Reborn (Raia Gemu - Saisei), regia di Hiroaki Matsuyama (2012)
- Sweet Poolside (Suīto Pūrusaido), regia di Daigo Matsui (2014)
- Inishiêshon rabu, regia di Yukihiko Tsutsumi (2015)
- Dias Police: Dirty Yellow Boys, regia di Kazuyoshi Kumakiri (2016)
- Ôbâ fensu, regia di Nobuhiro Yamashita (2016)
- Damasarete pero-pero: Wakarete moraimasu, regia di Yutaka Ikejima (2018)
- Tôkyô gûru 'S', regia di Kazuhiko Hiramaki e Takuya Kawasaki (2019)
- Ichido shinde mita, regia di Shinji Hamasaki (2020)
- Wish, regia di Yukihiko Tsutsumi (2020)

### Dorama
- 2003: Yankee Bokou ni Kaeru
- 2005: Hana Yori Dango
- 2006: Regatta
- 2006: Top Caster
- 2006: Aru Ai no Uta
- 2007: Jotei
- 2007: Liar Game
- 2007: Hana Yori Dango Returns
- 2008: Bara no nai Hanaya
- 2008: Rokumeikan
- 2008: Atsuhime
- 2009: Meitantei no okite
- 2009: Love Shuffle
- 2009: Liar Game 2
- 2010: Tsuki no Koibito
- 2010: Nagareboshi
- 2011: Don Quixote
- 2012: Taira no Kiyomori

### Videogiochi
- 2008: Ryū ga Gotoku Kenzan! (Sasaki Kojiro)